# نشان خدمات برجسته (نیروی دریایی ایالات متحده)
نشان خدمات برجسته (انگلیسی: Distinguished Service Medal) یک نشان نظامی مربوط به ایالات متحده آمریکا است که برای اولین بار در سال ۱۹۱۹ به رسته‌های نیروی دریایی ایالات متحده آمریکا و نیروی تفنگداران دریایی ایالات متحده آمریکا به پاس خدمات شایسته اهدا شد.